# 荻野兼嗣
荻野 兼嗣（おぎの けんじ、1980年3月7日 - ）は、日本のキックボクサー。埼玉県出身。身長172cm。ビクトリージム所属。サウスポー。
第15代MA日本キックボクシング連盟ウェルター級王者、第7代新日本キックボクシング協会ウェルター級王者、元泰国ラジャダムナンスタジアムウェルター級4位。

## 経歴
1999年10月10日、MA日本キックボクシング連盟「ADVANCE-II」にて岡田マサアキ（花澤ジム）相手にデビュー。
2003年3月23日、MA日本キックボクシング連盟「EXPLOSION-2」岩楯知篤（士道館・村上塾）との対戦にてウェルター級王者決定戦。第15代MA日本キックボクシング連盟ウェルター級王者に。
2005年9月4日、新日本キックボクシング協会「BRAVE HEARTS ～ 武田幸三デビュー10周年記念興行 ～」井場洋貴（治政館）との対戦にてウェルター級王者決定戦。第7代新日本キックボクシング協会ウェルター級王者に。
2006年1月29日、新日本キックボクシング協会「BRAVE HEARTS 1」ロッタン・ウォー・タウィーギャット（泰国ラジャダムナンスタジアム認定スーパーウェルター級4位）にKO。泰国ラジャダムナンスタジアムウェルター級4位にランクイン。
2012年11月25日、新日本キックボクシング協会「東日本大震災復興チャリティーイベント KICK Insist II」にてノッパデッソーン・チューワッタナ（元WBCムエタイ世界ウェルター級王者、元泰国ラジャダムナンスタジアム認定ウェルター級王者）を相手に引退試合。

## 獲得タイトル
- 第15代MA日本キックボクシング連盟ウェルター級王者
- 第7代新日本キックボクシング協会ウェルター級王者
- ラジャダムナンスタジアムウェルター級4位